# Barkarö distrikt
Barkarö distrikt är ett distrikt i Västerås kommun och Västmanlands län. 
Distriktet ligger söder om Västerås, vid Mälaren. 

## Tidigare administrativ tillhörighet
Distriktet inrättades 2016 och utgörs av en del av området Västerås stad omfattade till 1971, delen som före 1967 utgjorde Västerås-Barkarö socken.
Området motsvarar den omfattning Västerås-Barkarö församling hade vid årsskiftet 1999/2000.